# Band of Horses
I Band of Horses, precedentemente noti soltanto come Horses, sono un gruppo statunitense indie rock formatosi nel 2004 a Seattle.

## Storia
Ben Bridwell e Mat Brooke formarono il gruppo nel 2004 dopo la dissoluzione della loro precedente band Carissa's Wierd, attirando l'attenzione della casa discografica Sub Pop aprendo i concerti di Iron & Wine nell'area di Seattle.
Nel 2005 il gruppo ha pubblicato l'EP Tour EP acquistabile esclusivamente ai concerti della band e sul sito web della Sub Pop.
Il loro primo album Everything All the Time, prodotto da Phil Ek, è stato registrato nel 2005 e pubblicato il 21 marzo 2006. Nel febbraio del 2006 Joe Arnone è entrato a far parte del gruppo. Il 13 luglio 2006 la band è stata ospite al Late Show with David Letterman con Mat Brooke assente in quanto lasciò il gruppo il 25 luglio per dar vita alla nuova band Grand Archives anch'essa segnata con la Sub Pop, da allora i membri dei Band of Horses risiedono nella Carolina del Sud dove è nato Ben Bridwell. Ad oggi la band è formata da Ben Bridwell, Creighton Barrett, Ryan Monroe, Tyler Ramsey, Bill Reynolds e Blake Mills.
Il secondo album del gruppo, Cease to Begin, è stato registrato in Carolina del Nord e pubblicato il 9 ottobre 2007.
Nel 2008, in un'intervista per Rolling Stone, la band ha dichiarato che in ottobre dello stesso anno avrebbe iniziato a registrare un terzo album per il quale Ben Bridwell avrebbe avuto già pronte 27 canzoni.
Dopo aver partecipato a diversi festival tra cui Sasquatch e South By Southwest, realizzano il terzo album Infinite Arms (2010). Due anni dopo arriva Mirage Rock, che suggella l'accordo con la Columbia Records.
Nel frattempo Mat Brooke debutta nel 2008 con una nuova band, i Grand Archives.

## Discografia

### Album in studio
- 2006 – Everything All the Time
- 2007 – Cease to Begin
- 2010 – Infinite Arms
- 2012 – Mirage Rock
- 2016 – Why Are You OK
- 2022 – Things Are Great

### Album dal vivo
- 2014 – Acoustic at the Ryman

### EP
- 2005 – Band of Horses

### Singoli
- 2006 – The Funeral
- 2006 – The Great Salt Lake
- 2007 – Is There a Ghost
- 2007 – No One's Gonna Love You
- 2010 – Compliments
- 2010 – Laredo
- 2010 – Georgia
- 2010 – Dilly